# Associació per a la Defensa dels Interessos de Cantàbria
Associació per a la Defensa dels Interessos de Cantàbria (ADIC) és una organització de caràcter cívic, social i cultural, que neix en la primavera de l'any 1976 de la mà de Miguel Ángel Revilla entre d'altres, després de la publicació d'un manifest públic, Manifest dels Cent, en el qual es van establir els seus objectius, entre els quals cap destacar la promoció, defensa i foment de les peculiaritats de la cultura, història i altres interessos de Cantàbria. Té la seu en el carrer Santa Lucia nº45 en Santander (Cantàbria). A grans trets l'associació tracta de promoure i organitzar tot tipus d'activitats culturals i d'oci relacionades amb la cultura i les tradicions de Cantàbria. Igualment tracta de divulgar i fomentar els esports autòctons de Cantàbria, així com la recuperació, difusió i defensa de l'idioma càntabre o muntanyès. En l'any 2006 l'associació va presentar la seva proposta de reforma estatutària, en la qual incloïa: Modificar el sistema de finançament, aprofundir en l'autogovern a través de noves competències i aprofundir en els senyals d'identitat càntabres. Al costat d'això advoquen per recuperar els noms històrics i denominar la comunitat com Junta de les Valls de Cantàbria